# Ji'an
För andra betydelser, se Ji'an (olika betydelser).
Ji'an, tidigare romaniserat Kian, är en stad på prefekturnivå i Jiangxi-provinsen i sydöstra Kina. Ji'an är belägen omkring 210 kilometer sydväst om provinshuvudstaden Nanchang vid Ganfloden, som flyter genom provinsen.

## Administrativ indelning
Den egentliga staden Ji'an är indelad i två stadsdistrikt. De stora landsbygden i prefekturen är organiserad i tio härad och en satellitstad på häradsnivå lyder också under Ji'an:
- Stadsdistriktet Jizhou (吉州区), 416 km², 290 000 invånare, centrum och säte för stadsfullmäktige;
- Stadsdistriktet Qingyuan (青原区), 915 km², 130 000 invånare;
- Staden Jinggangshan (井冈山市), 1 270 km², 150 000 invånare;
- Häradet Ji'an (吉安县), 2 111 km², 420 000 invånare;
- Häradet Jishui (吉水县), 2 475 km², 430 000 invånare;
- Häradet Xiajiang (峡江县), 1 287 km², 160 000 invånare;
- Häradet Xin'gan (新干县), 1 248 km², 300 000 invånare;
- Häradet Yongfeng (永丰县), 2 695 km², 400 000 invånare;
- Häradet Taihe (泰和县), 2 666 km², 500 000 invånare;
- Häradet Suichuan (遂川县), 3 102 km², 510 000 invånare;
- Häradet Wan'an (万安县), 2 046 km², 280 000 invånare;
- Häradet Anfu (安福县), 2 793 km², 370 000 invånare;
- Häradet Yongxin (永新县), 2 195 km², 450 000 invånare.

## Klimat
Genomsnittlig årsnederbörd är 1 972 millimeter. Den regnigaste månaden är maj, med i genomsnitt 316 mm nederbörd, och den torraste är oktober, med 32 mm nederbörd.